# August Bagel

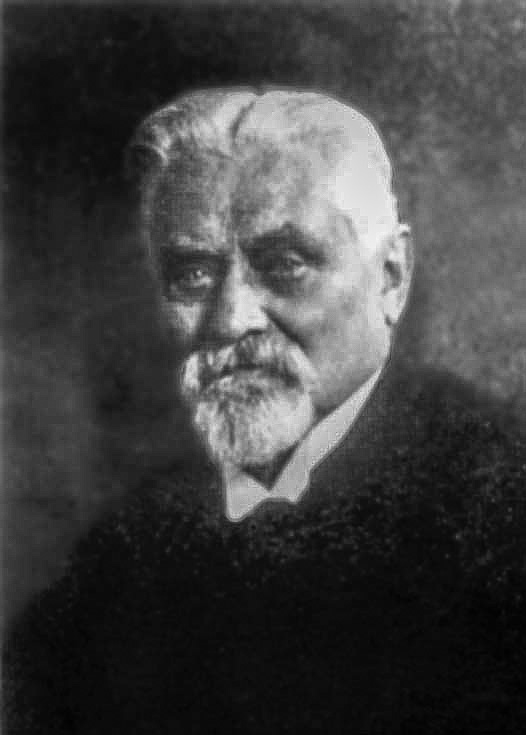
August Bagel

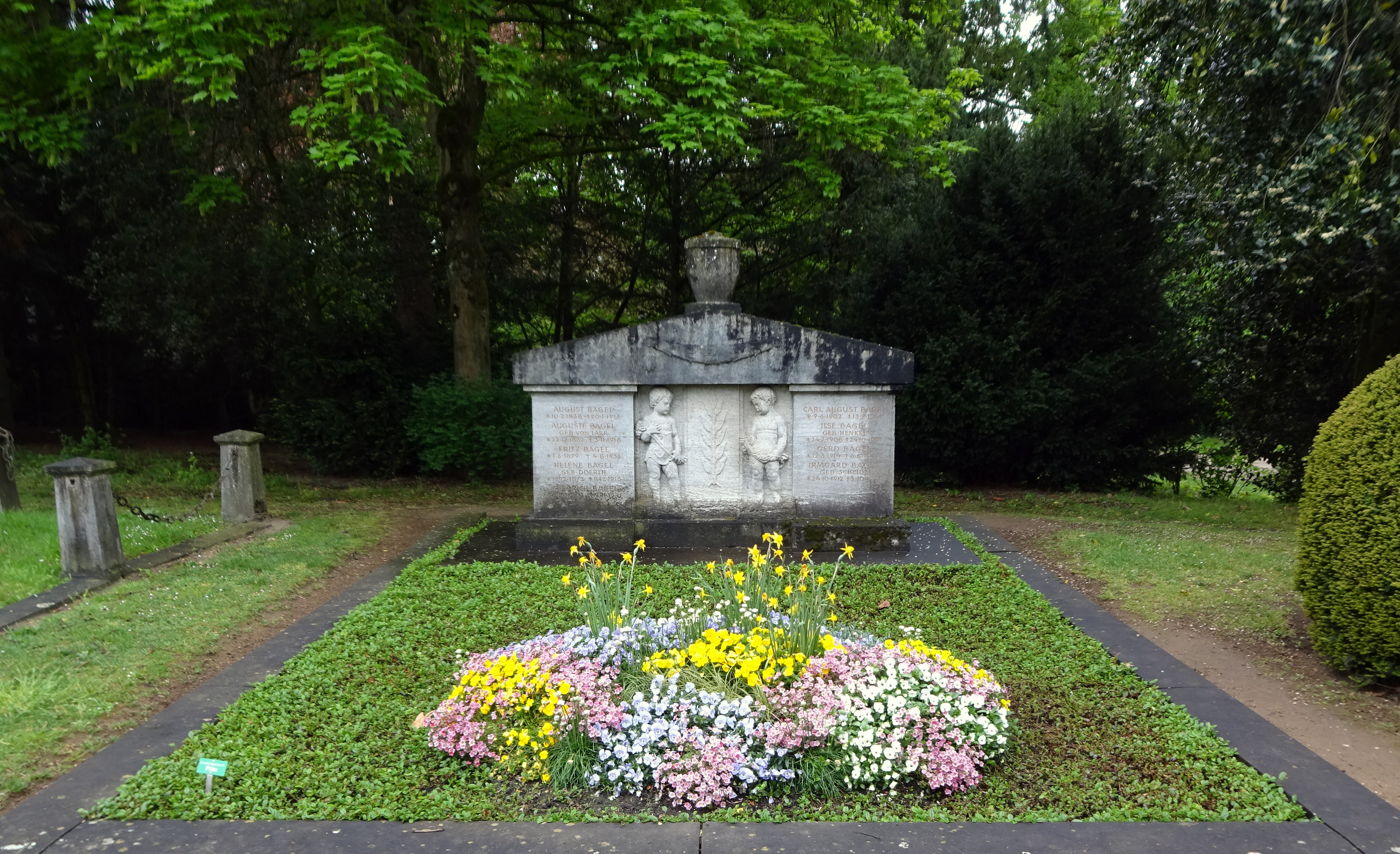
Grabstätte Familie Bagel auf dem Millionenhügel des Nordfriedhofs in Düsseldorf

August Bagel, auch „August Bagel der Jüngere“, (* 10. Februar 1838 in Wesel; † 20. Januar 1916 in Düsseldorf) war ein deutscher Unternehmer im Verlagsgeschäft und Druckwesen.

## Leben
August Bagel, ältester Sohn des Peter August Bagel (1809–1881) und der Karoline, geborene Uhlenbruck, entstammte der angesehenen Hugenottenfamilie Bagel, welche sich Anfang des 19. Jahrhunderts in Wesel niedergelassen hatte.
Der Vater Peter August Bagel hatte die Papierfabrik Bagel in Eggerscheidt, eine Buchdruckerei und den „A. Bagel Verlag“, deren Sitz 1878 nach Düsseldorf mit Hauptverwaltung auf der Grafenberger Allee verlegt worden war, gegründet und bis 1881 geführt. August Bagel, vormals Teilhaber und Prokurist, übernahm nach dessen Tod die Geschäfte des Familienunternehmens. Der Sektor der Schul- und Jugendbücher bildete einen zentralen Bereich des Verlagsprogrammes, des Weiteren Volksschriften, Bilderbücher, Modellierbogen, Landkarten und Kalender. Auch verlegte Bagel Industrieausstellungskataloge, Fest- und Jubiläumschriften, sowie in seinem Kommissionsverlag die Zeitschrift des Vereins Deutscher Eisenhüttenleute namens „Stahl und Eisen“, deren erste Ausgabe im Juli 1881 erschien. Unter August Bagel entwickelte sich eine Verlagsabteilung zur Regional- und Wirtschaftsgeschichte, so wie eine Abteilung für Belletristik. Sein jüngerer Bruder Felix Bagel (1854–1910) trennte sich und begründete 1882 mit einem Teil des Verlags ein eigenes Geschäft in Düsseldorf.
Als Unterstützer der Kunst war August Bagel seit 1890 Sekretär des Kunstverein für die Rheinlande und Westfalen und von 1900 bis 1920 (bis 1911 als Kommissionsdruck) veröffentlichte der Bagel Verlag die Kunst- und Kulturzeitschrift Die Rheinlande.
Neben der Tätigkeit im Bagel Unternehmen war er als Mitglied der Nationalliberalen Partei, welche die Umwandlung des Deutschen Kaiserreiches in einen modernen Industriestaat als grundsätzliches Ziel hatte, fünfundzwanzig Jahre bis 1910 Mitglied der Düsseldorfer Stadtverordnetenversammlung. Hier befasste er sich insbesondere mit Verkehrsfragen und der Unterstützung der Kunst.
Mit Heinrich Lueg, dessen Bruder Carl Lueg seine Schwester Mathilde Bagel (1842–1929) geheiratet hatte, Franz Haniel junior und Friedrich Vohwinkel gehörte er zu den Gründern der Rheinischen Bahngesellschaft AG. Diese wurde am 25. März 1896 in das Handelsregister eingetragen und an deren Gründungskapital von 6 Mio. Mark war August Bagel mit einem knappen Viertel beteiligt. Ihr vorrangiges Ziel war der Bau der Oberkasseler Brücke zur verkehrsmäßigen Erschließung der in Oberkassel und Heerdt anzusiedelnden Industrie mit Weiterführung der Straßenbahn bis Krefeld in Planung. Somit war August Bagel auch ein Wegbereiter der im Jahre 1909 erfolgten Eingemeindung von Heerdt, Lörick, Niederkassel und Oberkassel nach Düsseldorf.
August Bagel war mit Auguste (1837–1918), eine geborene von Laer, verheiratet. Sie war Ehrenvorstand im Richard-Wagner-Verband Deutscher Frauen Ortsgruppe Düsseldorf, welcher 1911 von Agnes Oehler, Gattin des Oberbürgermeisters Adalbert Oehler gegründet war. Der Sohn Fritz Bagel (1872–1936) übernahm den Verlag und führte die Firma durch die Erschütterungen des Ersten Weltkrieges und der Nachkriegszeit. Unter seiner Ägide waren Autoren neuerer literarischer Strömungen zugehörig, wie beispielsweise Adolf Uzarski (ab 1919) und Carl Maria Weber.
August Bagels Grabstätte befindet sich auf dem Nordfriedhof Düsseldorf, Feld 62. Nach seiner Familie erhielt eine Straße in Wesel den Namen Bagelstraße. Im Jahre 1953 wurde in Pempelfort eine Straße nach ihm benannt.

## Ehrung
- Königlich Geheimer Kommerzienrat
- Königlicher Kronen-Orden III. Klasse